# William Luther Hill
William Luther Hill (Gainesville, 1873. október 17. – Gainesville, 1951. január 5.) az Amerikai Egyesült Államok szenátora (Florida, 1936).